# Frölunda torg (primärområde)

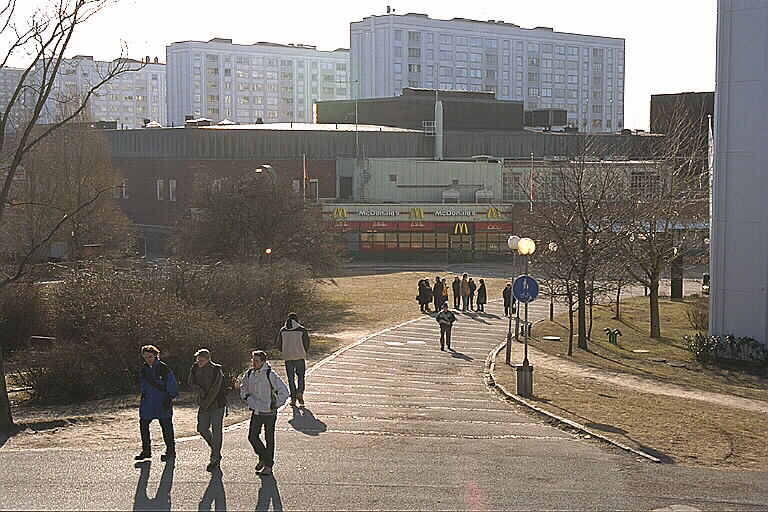
Frölunda torg.

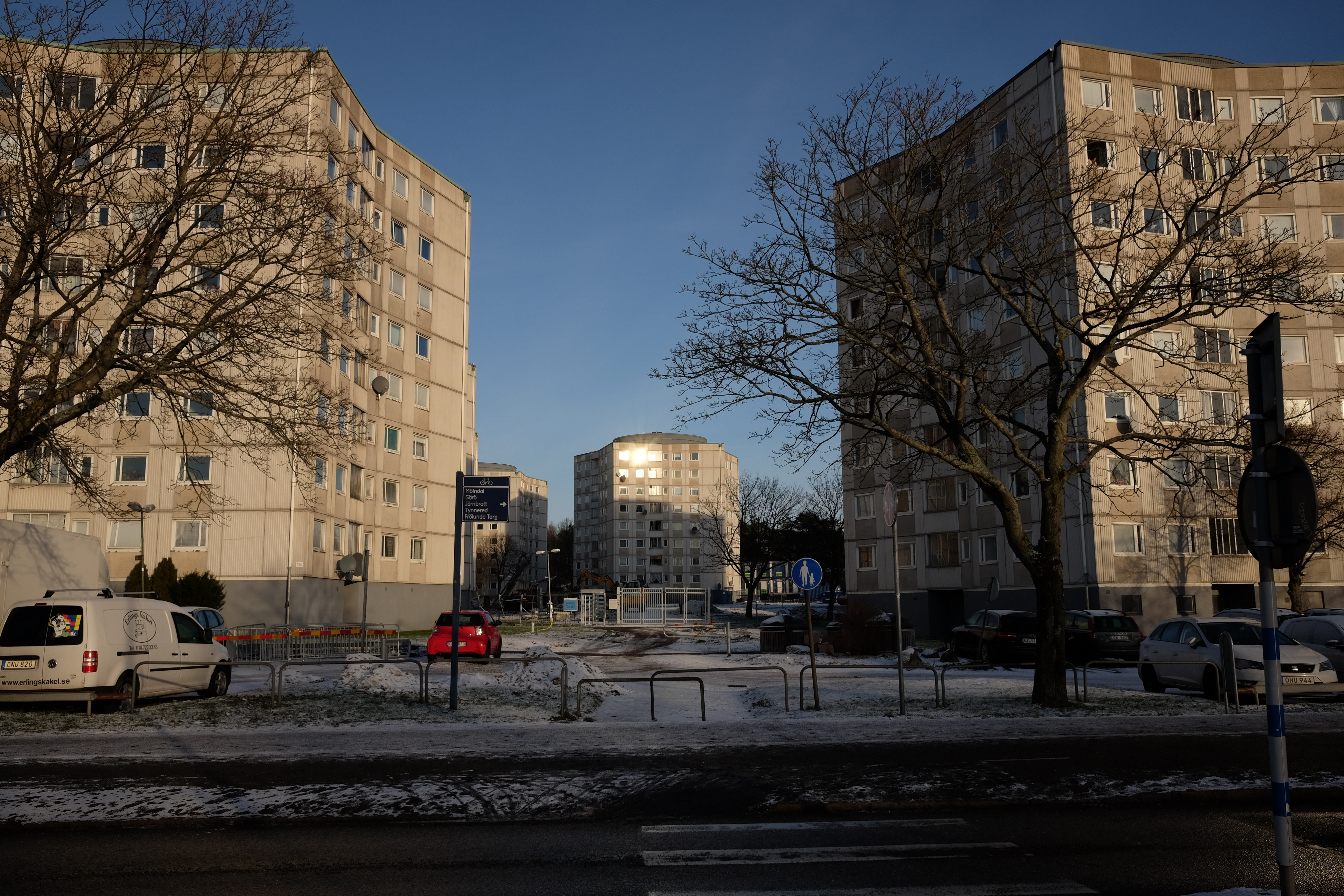
Stjärnhusen.

Frölunda torg är ett primärområde i stadsområde Sydväst i Göteborgs kommun. Det omfattar förutom själva torget och Frölunda kulturhus, de 8-vånings så kallade stjärnhusen på Speldosgatan och Tamburingatan, de 4-vånings lamellhusen vid Gånglåten och radhusen på Banjogatan samt verksamhetsområdet längs Lergöksgatan.

## Nyckeltal

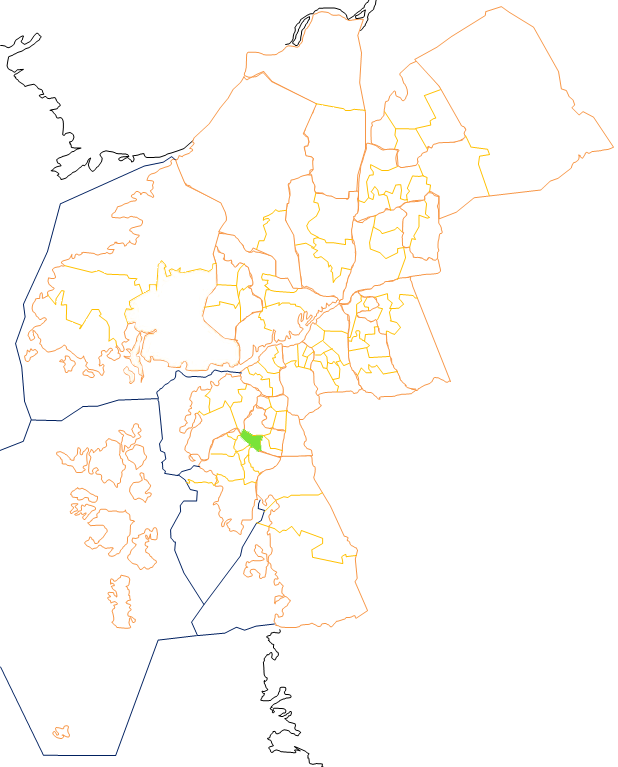
Primärområdet Frölunda torg

Nyckeltalen redovisar statistik som beskriver Göteborg och dess 96 delområden, primärområden, per den 31 december och kan användas för att jämföra de olika områdena. Nedan redovisas uppgifter för primärområdet och jämförelse görs mot uppgifterna för hela kommunen.
|                                                           | Frölunda torg | Hela Göteborg |
| --------------------------------------------------------- | ------------- | ------------- |
| Folkmängd                                                 | 7 753         | 587 549       |
| Befolkningsförändring 2020–2021                           | +746          | +4 493        |
| Andel födda i utlandet                                    | 50,3 %        | 28,3 %        |
| Andel utrikes födda eller med två utrikes födda föräldrar | 66,5 %        | 38,1 %        |
| Medelinkomst                                              | 233 100 kr    | 332 400 kr    |
| Arbetslöshet                                              | 12,7 %        | 6,6 %         |
| Antal ersatta dagar från F-kassan per person (16-64 år)   | 26,5          | 19,5          |
| Andel med eftergymnasial utbildning (minst 3 år)          | 27,6 %        | 37,9 %        |
| Andel bostäder byggda 1961–1970                           | 69,9 %        |               |
| Andel bostäder i allmännyttan                             | 63,9 %        | 25,9 %        |
| Antal färdigställda bostäder 2021                         | 373           |               |
| Andel bostäder i småhus                                   | 3,4 %         | 18,3 %        |

## Stadsområdes- och stadsdelsnämndstillhörighet
Primärområdet tillhörde fram till årsskiftet 2020/2021 stadsdelsnämndsområdet Askim-Frölunda-Högsbo och ingår sedan den 1 januari 2021 i stadsområde Sydväst.